# Экваториальная пластинка

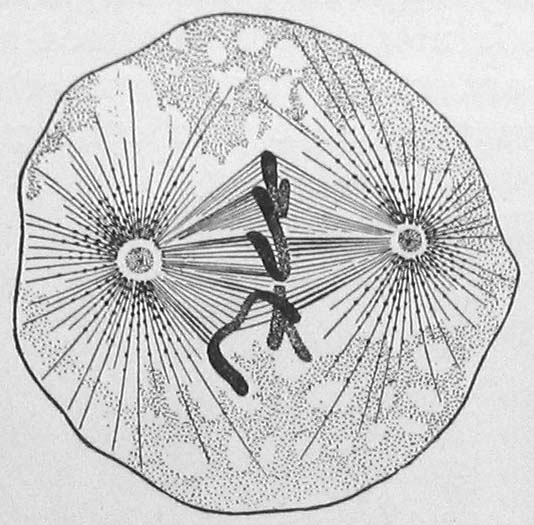
Формирование экваториальной пластинки

Экваториальная (метафазная) пластинка — расположение хромосом во время одной из стадий деления ядра клетки (метафазы), во время которой они располагаются по экватору ядерного веретена и при рассматривании сбоку при малых увеличениях производят — из-за невозможности рассмотреть отдельные хромосомы в плоскости экватора в это время — впечатление хроматиновой пластинки, лежащей по экватору, то есть на равном расстоянии от обоих полюсов клетки. После образования экваториальной пластинки начинается процесс разъединения сестринских хромосом и расхождения их к противоположным полюсам (анафаза).
На самом деле хромосомы в этой стадии располагаются в экваториальной плоскости веретена в виде звезды — это хорошо видно со стороны полюсов, — причём чаще всего имеют форму V-образных петель, узкий конец которых направлен к центру ядра. Вследствие этого на рубеже XIX—XX веков термин «экваториальная пластинка» (введённый В. Флеммингом как нем. Aequatorialplatte, англ. aequatorial plate) предлагалось вывести из употребления как не выражающий сущности отношений, а расположение получило название звезды (aster или monaster — одиночная звезда), но в итоге название «экваториальная пластинка» для данного понятия всё же устоялось. Другой синоним — «ядерная пластинка», нем. Kernplatte, введён Э. Страсбургером.